# Associazione Sportiva Lucchese Libertas 1987-1988
Questa pagina raccoglie le informazioni riguardanti l'Associazione Sportiva Lucchese Libertas nelle competizioni ufficiali della stagione 1987-1988.

## Rosa
| N. |                      | Ruolo | Calciatore             |
| -- | -------------------- | ----- | ---------------------- |
|    | Italia (bandiera)    | C     | Dario Biasi            |
|    | Italia (bandiera)    | D     | Walter Casarotto       |
|    | Italia (bandiera)    | C     | Giuseppe Centrone      |
|    | Argentina (bandiera) | P     | Walter Ciappi          |
|    | Italia (bandiera)    | D     | Filippo Cioni          |
|    | Italia (bandiera)    | D     | Daniele Conti          |
|    | Italia (bandiera)    | D     | Alberto De Rossi       |
|    | Italia (bandiera)    | C     | Mario Donatelli (II)   |
|    | Italia (bandiera)    | C     | Massimiliano Favo      |
|    | Italia (bandiera)    | D     | Massimiliano Fiondella |
|    | Italia (bandiera)    | C     | Augusto Gabriele       |

| N. |                   | Ruolo | Calciatore         |
| -- | ----------------- | ----- | ------------------ |
|    | Italia (bandiera) | D     | Gabriele Lazzerini |
|    | Italia (bandiera) | C     | Francesco Monaco   |
|    | Italia (bandiera) | A     | Massimiliano Nardi |
|    | Italia (bandiera) | A     | Gaetano Paolillo   |
|    | Italia (bandiera) | D     | Carlo Pascucci     |
|    | Italia (bandiera) | P     | Carlo Riccetelli   |
|    | Italia (bandiera) | A     | Gaetano Salvi      |
|    | Italia (bandiera) | C     | Leonardo Semplici  |
|    | Italia (bandiera) | D     | Claudio Serraglini |
|    | Italia (bandiera) | A     | Adelino Zennaro    |
|    | Italia (bandiera) | A     | Luigi Zerbio       |

## Risultati

### Campionato

#### Girone di andata
| 20 settembre 1987 1ª giornata | Lucchese | 1 – 0 | Pavia |  |

| 27 settembre 1987 2ª giornata | Rimini | 1 – 0 | Lucchese |  |

| 4 ottobre 1987 3ª giornata | Lucchese | 2 – 0 | Derthona |  |

| 11 ottobre 1987 4ª giornata | Reggiana | 0 – 1 | Lucchese |  |

| 18 ottobre 1987 5ª giornata | Lucchese | 2 – 0 | Fano |  |

| 25 ottobre 1987 6ª giornata | Virescit Bergamo | 1 – 0 | Lucchese |  |

| 1º novembre 1987 7ª giornata | Lucchese | 1 – 1 | Livorno |  |

| 8 novembre 1987 8ª giornata | Trento | 1 – 0 | Lucchese |  |

| 15 novembre 1987 9ª giornata | Lucchese | 2 – 1 | Centese |  |

| 22 novembre 1987 10ª giornata | Lucchese | 0 – 0 | Vis Pesaro |  |

| 29 novembre 1987 11ª giornata | Spezia | 2 – 0 | Lucchese |  |

| 6 dicembre 1987 12ª giornata | Monza | 2 – 1 | Lucchese |  |

| 13 dicembre 1987 13ª giornata | Lucchese | 0 – 0 | Prato |  |

| 20 dicembre 1987 14ª giornata | SPAL | 3 – 1 | Lucchese |  |

| 3 gennaio 1988 15ª giornata | Lucchese | 0 – 1 | Ancona |  |

| 10 gennaio 1988 16ª giornata | Lanerossi Vicenza | 0 – 0 | Lucchese |  |

| 17 gennaio 1988 17ª giornata | Lucchese | 2 – 1 | Ospitaletto |  |

#### Girone di ritorno
| 24 gennaio 1988 18ª giornata | Pavia | 1 – 1 | Lucchese |  |

| 31 gennaio 1988 19ª giornata | Lucchese | 1 – 0 | Rimini |  |

| 7 febbraio 1988 20ª giornata | Derthona | 0 – 1 | Lucchese |  |

| 21 febbraio 1988 21ª giornata | Lucchese | 2 – 0 | Reggiana |  |

| 28 febbraio 1988 22ª giornata | Fano | 0 – 0 | Lucchese |  |

| 6 marzo 1988 23ª giornata | Lucchese | 0 – 1 | Virescit Bergamo |  |

| 13 marzo 1988 24ª giornata | Pro Livorno | 0 – 0 | Lucchese |  |

| 20 marzo 1988 25ª giornata | Lucchese | 0 – 0 | Trento |  |

| 2 aprile 1988 26ª giornata | Centese | 0 – 2 | Lucchese |  |

| 10 aprile 1988 27ª giornata | Vis Pesaro | 1 – 0 | Lucchese |  |

| 17 aprile 1988 28ª giornata | Lucchese | 2 – 1 | Spezia |  |

| 24 aprile 1988 29ª giornata | Lucchese | 0 – 0 | Monza |  |

| 8 maggio 1988 30ª giornata | Prato | 1 – 0 | Lucchese |  |

| 15 maggio 1988 31ª giornata | Lucchese | 2 – 0 | SPAL |  |

| 22 maggio 1988 32ª giornata | Ancona | 0 – 0 | Lucchese |  |

| 29 maggio 1988 33ª giornata | Lucchese | 0 – 1 | Lanerossi Vicenza |  |

| 5 giugno 1988 34ª giornata | Ospitaletto | 1 – 2 | Lucchese |  |